# Rundfunkjahr 1958

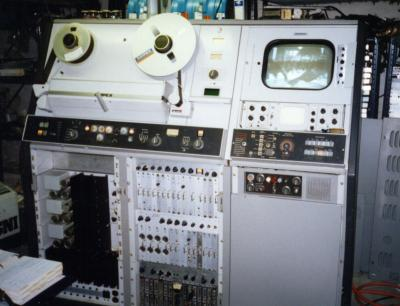
1958: Ampex stellt den ersten Farbvideorekorder der Welt vor. Im Bild: ein VR 2000, ein früher Rekorder von Ampex.

Liste der Rundfunkjahre

◄◄ | ◄ | 1954 | 1955 | 1956 | 1957 | Rundfunkjahr 1958 | 1959 | 1960 | 1961 | 1962 | ► | ►►

Weitere Ereignisse

## Allgemein
- Die US-amerikanische Firma Ampex stellt einen auf dem Quadruplex-System basierenden Farbvideorekorder vor. Magnetische Bildaufzeichnungssysteme finden gegen Ende der 1950er-Jahre rasch Verbreitung im professionellen Bereich und revolutionieren das Fernsehen.
- Der US-amerikanische Ingenieur Jack Kilby entwickelt für Texas Instruments den weltweit ersten integrierten Schaltkreis.
- 1. Januar – In Österreich übernimmt der ORF den Hörfunk- und Fernsehbetrieb aus der öffentlichen Verwaltung. Damit ist rund zwei Jahre nach Ende der Besatzungszeit die Neuordnung des Rundfunkwesens abgeschlossen.
- 25. Januar – Der erste Privatsender Westdeutschlands, Telesaar, wird nach Beitritt des Saarlandes zur Bundesrepublik amtlich geschlossen. Grund ist der Verstoß gegen das Rundfunkmonopol.

## Hörfunk
- Der Mittelwellensender WERT (Van Wert, Ohio) wird gegründet.
- 24. Februar – In Kuba nimmt der Propagandasender Radio Rebelde der castristischen Rebellen seine Tätigkeit auf.
- 1. April – Die BBC gründet den BBC Radiophonic Workshop. In eigenen Studios werden bis 1998 Hintergrundgeräusche, Sounddesigns und Hintergrundmusik für BBC-Produktionen hergestellt. Die dort entstandenen Arbeiten haben bis heute großen Einfluss auf die elektronische Musikszene.
- 6. April – Radio Luxemburg strahlt die erste Hitparadensendung für deutschsprachige Hörer aus.
- 18. Juni – In der Schweiz wird der Sender auf dem Monte Ceneri in Betrieb genommen.
- 2. August – Vor der Küste Dänemarks nimmt Radio Mercur als erste europäische Offshore-Station seinen Betrieb auf.
- 12. September – Der WDR in Köln   beginnt mit der Ausstrahlung des 8-teiligen Hörspiels Paul Temple und der Fall Lawrence von Francis Durbridge mit René Deltgen, Annemarie Cordes und Kurt Lieck in den Hauptrollen (Regie: Eduard Hermann).
- 23. November – Die Radioversion der US-amerikanischen Westernserie Have Gun – Will Travel hat Premiere. Es ist einer der seltenen Fälle, in der eine Fernsehproduktion vom Hörfunk adaptiert wurde (und nicht umgekehrt).[1]

## Fernsehen
- 1. Januar – Das Schweizer Fernsehen beendet seinen Testbetrieb und strahlt sein Programm regulär vorerst an sechs Tagen in der Woche (außer dienstags) aus.
- 14. März – Mit Mordfall Oberhausen startet die erste deutsche (vom NDR produzierte) Fernseh-Krimireihe Stahlnetz, deren meiste Folgen in den folgenden 10 Jahren zu Straßenfegern wurden.
- 23. August – Radio Belgrad strahlt sein erstes Fernsehprogramm aus.
- 22. September – Auf NBC hat die Krimireihe Peter Gunn Premiere.
- 28. September – Der ORF strahlt die erste Folge der Serie Familie Leitner aus.
- 5. Oktober – Das Deutsche Fernsehen beginnt mit der Ausstrahlung der US-amerikanischen Jugendserie Fury.
- 16. Oktober – Start der BBC-Kinderreihe Blue Peter.
- 9. November – der Saarländische Rundfunk strahlt ein eigenes Werbefernsehen aus

## Geboren
- 12. Januar – Christiane Amanpour, iranisch-britische Journalistin (CNN), wird in London geboren.
- 5. Februar – Rudi Dolezal, österreichischer Filmproduzent („DoRo“), Film- und Fernsehregisseur, wird in Wien geboren.
- 24. Februar – Ray Cokes, britischer Radio- und Fernsehmoderator (MTV’s Most Wanted, 1992–1996), wird auf der Isle of Wight geboren.
- 19. März – Theo Koll, deutscher Journalist und Fernsehmoderator, wird in Bensberg geboren.
- 3. April – Alec Baldwin, US-amerikanischer Schauspieler (bekannt als TV-Manager ‚Jack Donaghy‘ in der Sitcom 30 Rock, 2006–2013), wird in Long Island geboren.
- 26. April – Ingolf Lück, deutscher Fernsehmoderator (Formel Eins), wird in Bielefeld geboren.
- 1. Mai – Dieter Moor, schweizerischer Fernsehmoderator (Kunst-Stücke), wird in Zürich geboren.
- 15. Juli – Jörg Kachelmann, deutscher Fernsehmeteorloge, Medienunternehmer und Moderator (Riverboat), wird in Lörrach geboren.
- 27. Juli – Margarethe Schreinemakers, deutsche Talkshowgastgeberin und Fernsehmoderatorin, wird in Krefeld geboren.
- 8. August – Stephan Klapproth, schweizerischer Fernsehmoderator (10 vor 10), wird in Luzern geboren.
- 9. November – Eva Herman, deutsche Journalistin und ehemalige Sprecherin der ARD-Tagesschau, wird in Emden geboren.
- 27. November – Christian Seeler, deutscher Schauspieler, Hörspielsprecher und seit 1995 Intendant des Ohnsorg-Theaters, wird in Hamburg geboren.

## Gestorben
- 3. Januar – Alexander Meißner, Physiker stirbt 74-jährig in Berlin. Er startete 1917 zusammen mit Hans Bredow die ersten Versuchen mit Röhrensendern.
- 7. März – Oskar Czeija, österreichischer Rundfunkpionier und Rundfunkunternehmer stirbt 70-jährig in Wien. Czeija war von 1924 bis 1938 und nach Kriegsende erneut für kurze Zeit Generaldirektor der Radio Verkehrs AG (RAVAG).
- 6. August – Reinhold Lütjohann, deutscher Schauspieler und Hörspielsprecher stirbt 77-jährig in Hamburg-Groß Flottbek.